# Mandrillus
Mandrillus là một chi động vật có vú trong họ Cercopithecidae, bộ Linh trưởng. Chi này được Ritgen miêu tả năm 1824. Loài điển hình của chi này là Simia maimon Linnaeus, 1766; Simia mormon Alstromer, 1766 (= Simia sphinx Linnaeus, 1758).

## Hình ảnh

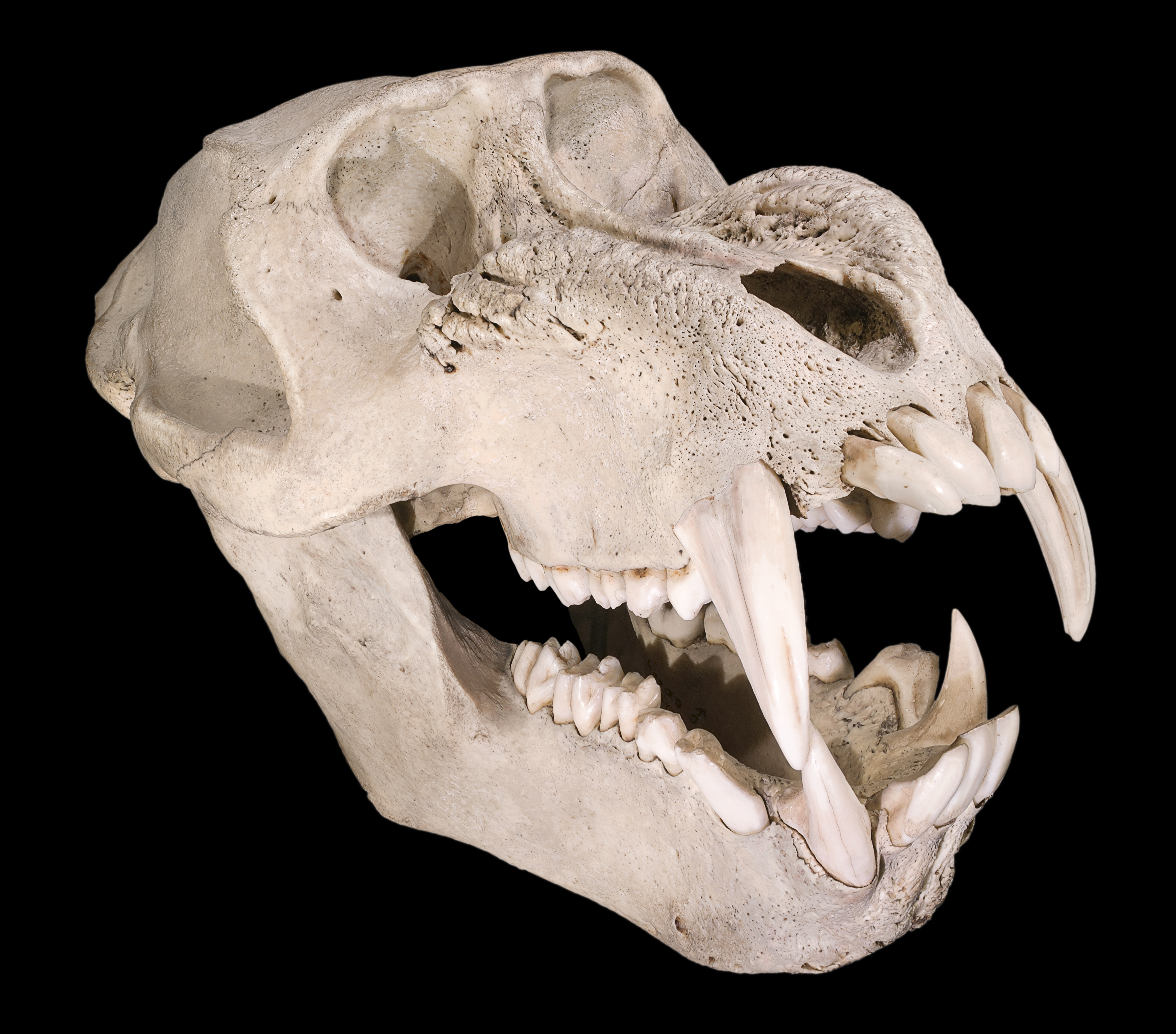
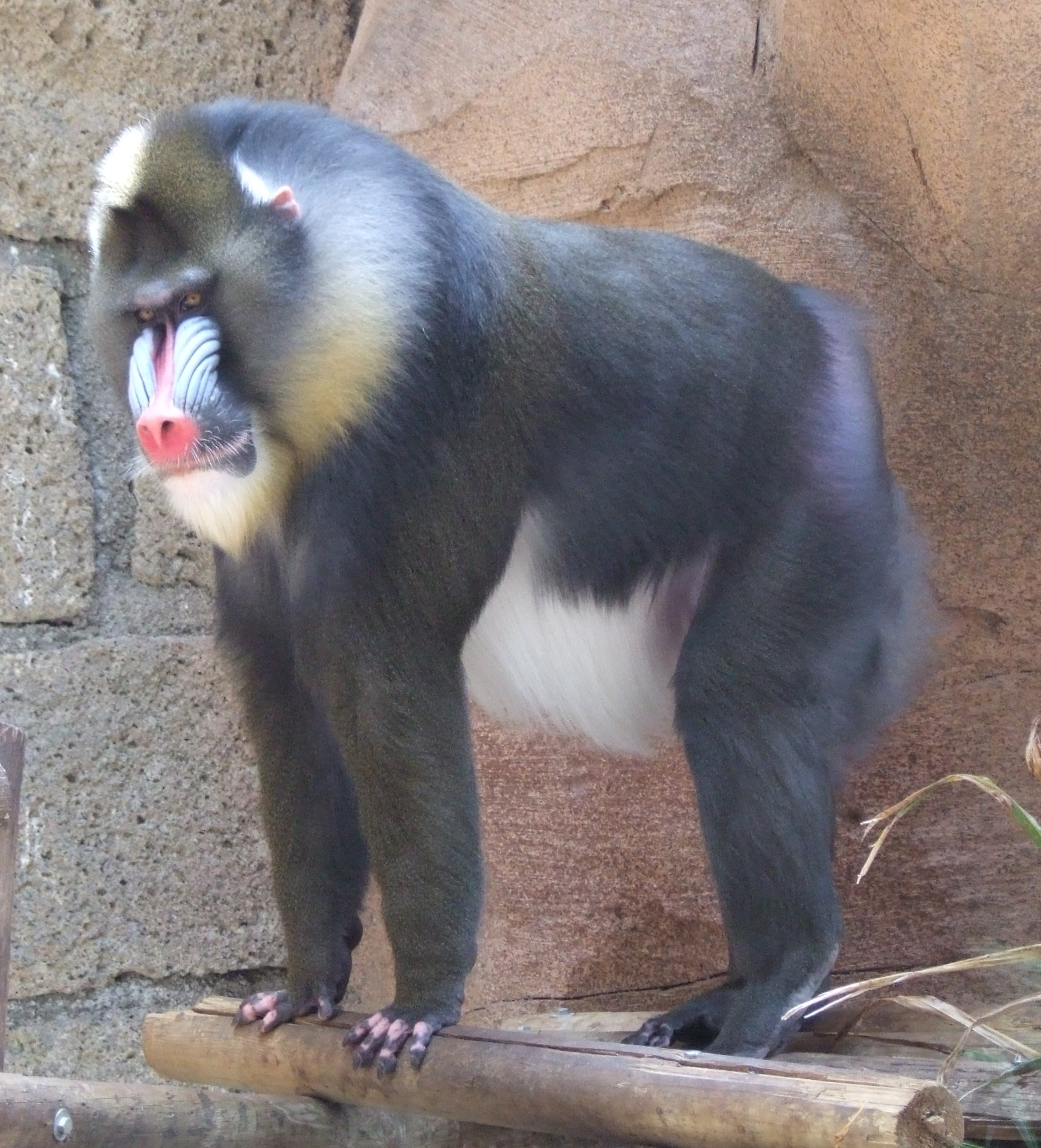
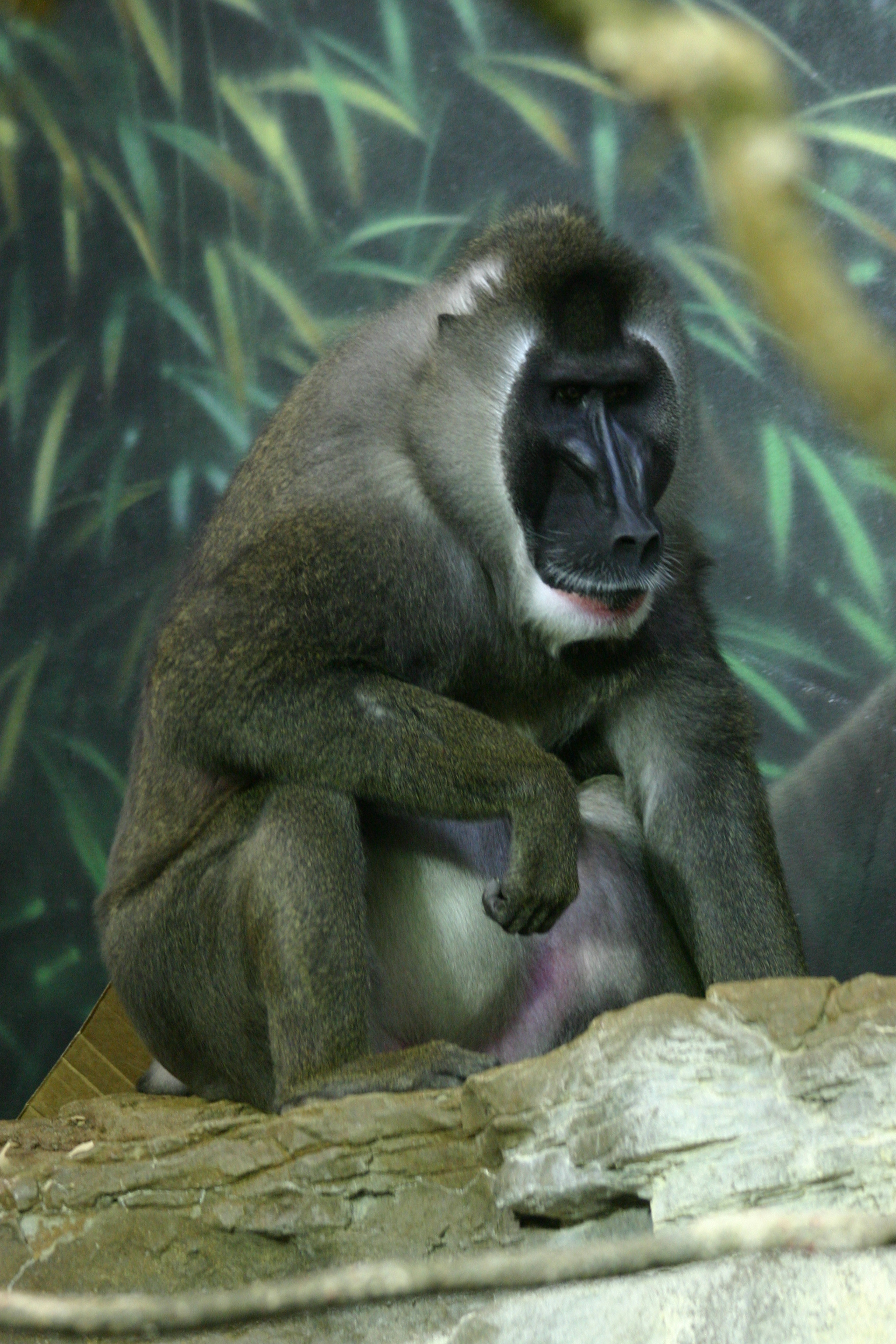

## Các loài
Chi này gồm 2 loài:
- Mandrillus sphinx
- Mandrillus leucophaeus